# Lisitsynite
La lisitsynite è un minerale appartenente al gruppo delle zeoliti.

## Etimologia
Il nome è in onore del geologo e mineralogista russo Apollon Evgenievich Lisitsyn (1928-1999), studioso dei giacimenti minerari, prevalentemente di quelli di boro.